# Józef Kromolicki
Józef Kromolicki (ur. 16 stycznia 1882 w Poznaniu, zm. 11 października 1961 w Berlinie) – polski kompozytor działający w Berlinie. 
Znany z religijnej muzyki chóralnej i wirtuozowskich dzieł organowych.